# Erika Gräfin von Brockdorff

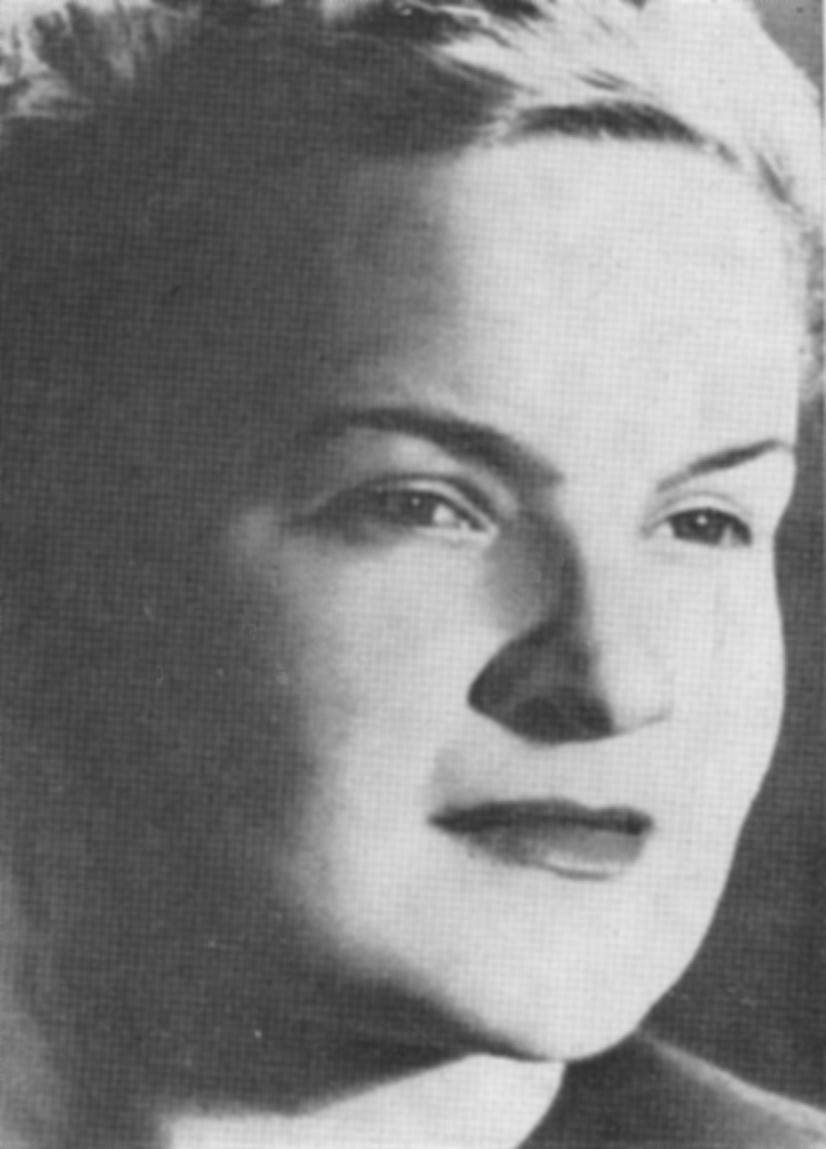
Erika von Brockdorff

Erika Gräfin von Brockdorff geb. Schönfeldt (* 29. April 1911 in Kolberg, Provinz Pommern; † 13. Mai 1943 in Berlin-Plötzensee) war eine deutsche Widerstandskämpferin. Sie gehörte zur Berliner Widerstandsbewegung um Hans Coppi.

## Leben
Erika Schönfeldt stammte aus Kolberg an der Ostseeküste Pommerns. Hier besuchte sie die Schule. Nach Abschluss der Mittleren Reife und einer Haushaltungsschule 1929, arbeitete sie in Berlin als Hausangestellte und Bürofachkraft. 1937 heiratete sie den bildenden Künstler Cay-Hugo Graf von Brockdorff und kurz darauf kam ihre Tochter Saskia zur Welt.
In Berlin arbeitete sie als Angestellte in der Reichsstelle für Arbeitsschutz und im Deutschen Arbeitsschutzmuseum in Berlin-Charlottenburg. Dort gehörte sie und ihr Lebenspartner auch der Widerstandsgruppe um den Schauspieler Wilhelm Schürmann-Horster an. Ab 1939 schlossen sich, angesichts der vom nationalsozialistischen System ausgehenden Kriegsgefahr, weitere Gruppen und Einzelpersonen dem Widerstand an. Zu ihnen gehörten die Kräfte um Hans Coppi, Karl Böhme und Wolfgang Thiess, deren Aktivitäten sich über das Stadtgebiet Berlins erstreckten. Besonders enge Beziehungen entwickeln sich dabei zu den Personen um Hans Coppi. Von diesem erhielt sie 1941 ein Funkgerät übergeben, dass in ihrer Wohnung in der Wilhelmshöher Straße 17 abgestellt und für Funkversuche benutzt wurde. Verwendet wurde es dann von dort aus durch Karl Böhme und Kurt Schulz, die damit Funksprüche empfingen und absendeten. Schulze war 1929 in der Sowjetunion zum Funker ausgebildet worden und lebte seit 1939 wieder in Berlin. Im Sommer 1942  gewährte von Brockdorff dem nach Deutschland entsandten Albert Hößler in ihrer Wohnung Quartier. Er war am 5. August 1942 mit einem Fallschirm hinter den Frontlinien abgesetzt worden und hatte den Auftrag, zur Gruppe um Hans Coppi Kontakt aufzunehmen, damit die immer wieder gestörte Funkverbindung zur Zentrale in Moskau sicher funktionieren sollte.
Am 16. September 1942 wurde Erika von Brockdorff verhaftet und in das Frauengefängnis Charlottenburg in der Kantstraße 79 gebracht. In einem Verfahren vor dem Reichskriegsgericht wurde sie am 19. Dezember 1942 zu zehn Jahren Zuchthaus verurteilt. Auf Drängen Hitlers wurde das Urteil im Januar 1943 in einem neuen Verfahren zum Todesurteil umgewandelt. Am Abend des 13. Mai 1943 wurde sie gemeinsam mit 13 anderen Personen im Strafgefängnis Berlin-Plötzensee enthauptet.

## Nachträgliches
Nach der Hinrichtung wurde der Körper von Erika von Brockdorff an den Anatom Hermann Stieve überstellt, der den Leichnam für seine Forschungen zur Funktionsweise der Monatsblutung nutzen durfte. Die daraus gewonnenen anatomischen Präparate wurden erst am 13. Mai 2019 nach dem späten Auffinden in Stieves Nachlass auf dem Dorotheenstädtischen Friedhof in Berlin bestattet.

## Ehrungen
- Im Leipziger Stadtteil Möckern erhielt 1950 eine Straße den Namen Erika von Brockdorffs, die zuvor nach Karl Friedrich Ludwig von Lobenthal (einem preußischen Offizier der Völkerschlacht) benannt war.
- Am 6. Oktober 1969 erhielt sie postum den sowjetischen Orden des Vaterländischen Krieges I. Klasse.[4][5]
- Am 3. Oktober 1985 erhielt die Kommunale Berufsschule II (heute Alte Handelsschule) in Leipzig-Kleinzschocher den Namen „Erika von Brockdorff“
- Am 25. Mai 2011 wurde der östliche Vorplatz am Bahnhof Berlin Südkreuz nach ihr benannt.

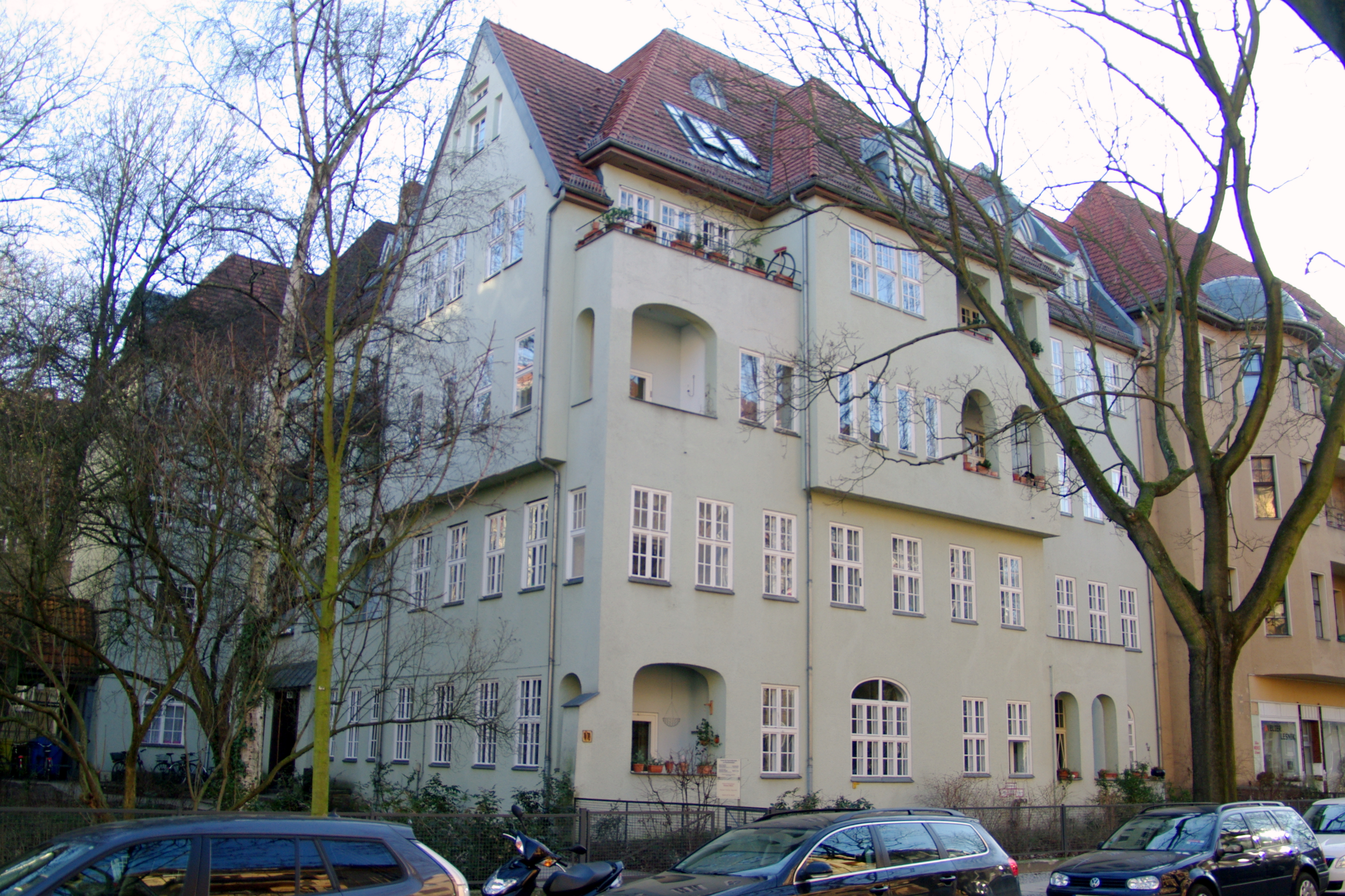
Wilhelmshöher Straße 17
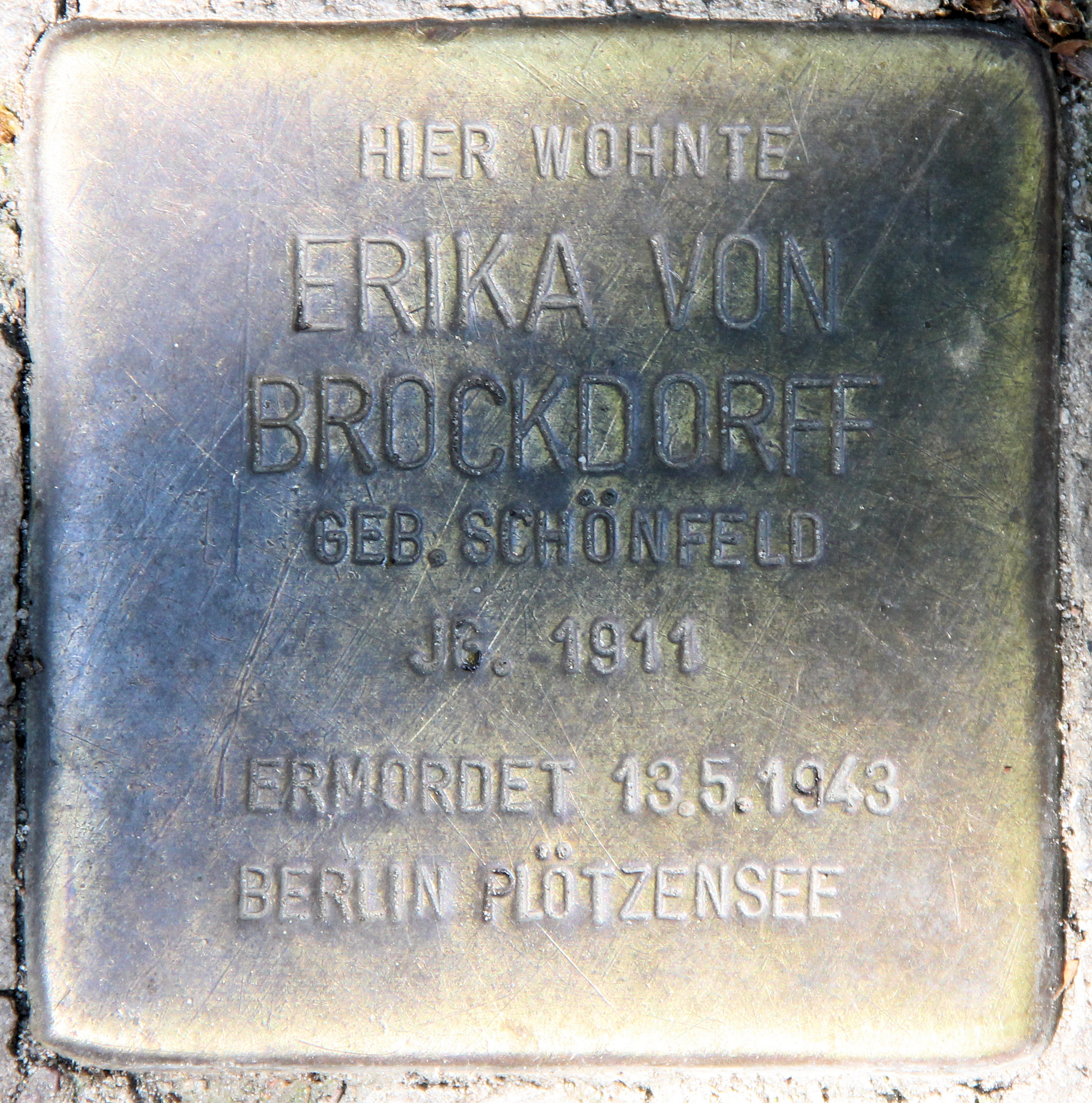
Stolperstein vor dem Haus, Wilhelmshöher Straße 17, in Berlin-Friedenau
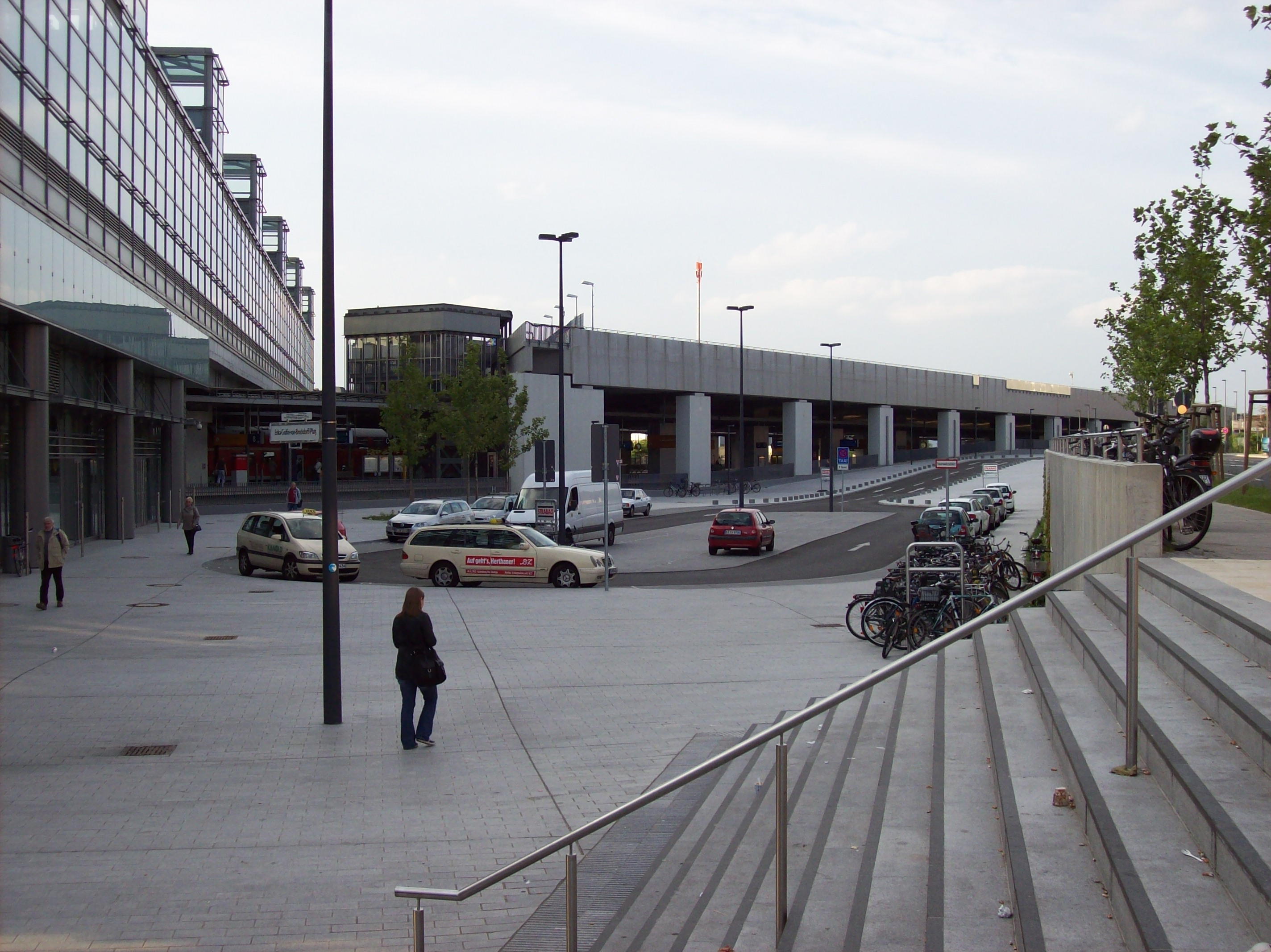
Erika-Gräfin-von-Brockdorff-Platz
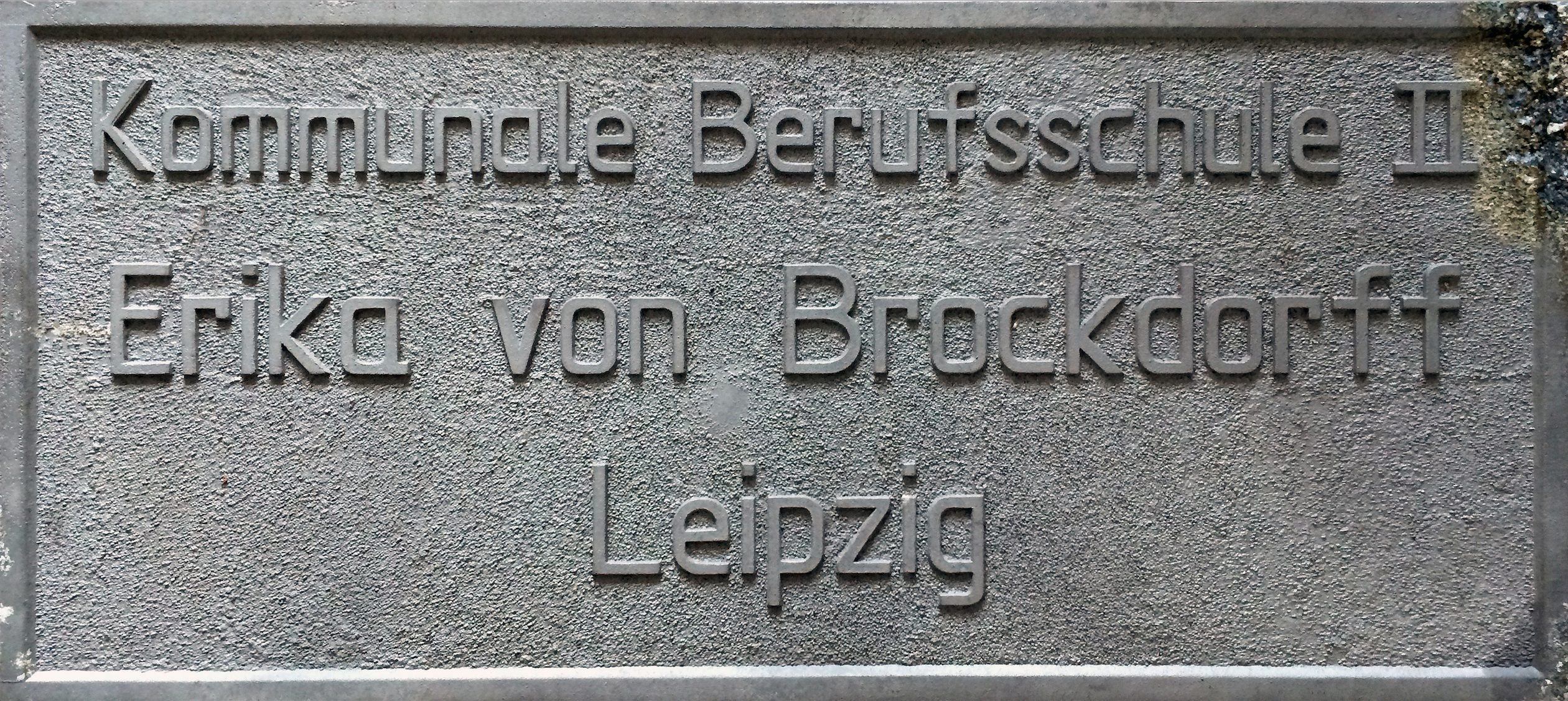
Eingangsschild Kommunale Berufsschule KBS II „Erika von Brockdorff“, 1987, heute Alte Handelsschule Leipzig